# Talara brunnescens
Talara brunnescens là một loài bướm đêm thuộc phân họ Arctiinae, họ Erebidae.